# Lucy Rose
Lucy Rose Parton (* 28. Juni 1989 in Warwickshire) ist eine britische Singer-Songwriterin.

## Leben
Lucy Rose Parton wuchs in Warwickshire auf und begann früh ihr musikalisches Talent auszubilden. Im Elternhaus spielte sie unter anderem Klavier und verfasste einige eigene Stücke. Sie spielte Schlagzeug im Schulorchester. Mit 16 kaufte sie sich eine Gitarre und lernte diese zu spielen. Ihr musikalischer Aufstieg begann mit ihrem Umzug nach London im Alter von 18 Jahren. Einem Interview zufolge wurde sie  musikalisch unter anderem von Neil Young und Joni Mitchell beeinflusst. Sie begann vor allem auf Open-Mic-Veranstaltungen aufzutreten und etablierte sich so langsam in der Londoner Szene. Zudem lernte sie Jack Steadman von der Folkband Bombay Bicycle Club kennen, der sie für die Alben Flaws und A Different Kind of Fix als Backgroundsängerin engagierte. Anschließend begann sie ihre Videos auf YouTube zu veröffentlichen. Einige davon erreichten hohe Zugriffszahlen.
Einen Vertrag unterschrieb sie 2011 bei Columbia Records. Für ihr erstes Album Like I Used To kehrte sie in die elterliche Wohnung zurück und nahm das Album komplett im Keller zusammen mit dem Produzenten Charlie Hugall und einer Band auf. Zur Band gehörten Gitarrist Björn Ågren, Schlagzeuger Sam Nadel, Bassist Joe Steer (Broadcast 2000) und Alex Eichenberger. Das Album wurde am 24. September 2012 veröffentlicht, es ist als CD oder Download erhältlich. Am 12. Juli 2013 eröffnete sie für Elton John im  Hyde Park. Auch trat sie bei allen wichtigen Festivals in Großbritannien auf, so auf dem Leeds, Reading und Glastonbury Festival. 2013 war sie zudem auf dem Album Rewind the Film der Manic Street Preachers zu hören. Das Lied This Sullen Welsh Heart ist ein Duett mit ihrem Sänger James Dean Bradfield.

## Diskografie

### Alben
- Like I Used To (2012)
- Work It Out (2015)
- Something’s Changing (2017)
- Something’s Changing (Remixes) (2018)
- No Words Left (2019)

### Live-Alben
- Live at Urchin Studios (2016)

### Singles
- Middle of the Bed (2011)
- Like I Used To (2011)
- Scar (2011)
- Red Face (2012)
- Lines (2012)
- Bikes (2012)
- Shiver (2013)
- Our Eyes (2015)
- Like an Arrow (2015)
- Till the End (2015)
- Nebraska (2015)
- Floral Dresses (mit The Staves) (2017)
- Is This Called Home (2017)
- No Good at All (2017)
- End Up Here (2017)
- All That Fear (2018)
- Intro (Chartreuse Remix)(2018)
- Soak It Up (JAWS Remix) (2018)
- Morai (Liz Lawrence Remix) (2018)
- Second Chance (Fryars Remix) (2018)
- Is This Called Home (Anatole Remix) (2018)
- All That Fear (Otzeki Remix) (2018)
- Conversation (2019)